# António Borges
António Borges (n. 18 octombrie 1898, Regatul Portugaliei – d. 24 septembrie 1959, Rio de Janeiro, Districtul Federal⁠(d), Brazilia) a fost un călăreț ce a reprezentat Portugalia, medaliat olimpic. A participat la o ediție a Jocurilor Olimpice (1924) în care a câștigat o medalie de bronz.